# 신풍협객
"신풍협객"은 한국에서 제작된 김시현 감독의 1972년 영화이다. 남일 등이 주연으로 출연하였고 박원석 등이 제작에 참여하였다.

## 출연

### 주연
- 남일
- 장평
- 김지해